# Liste des stations du métro de Shanghai

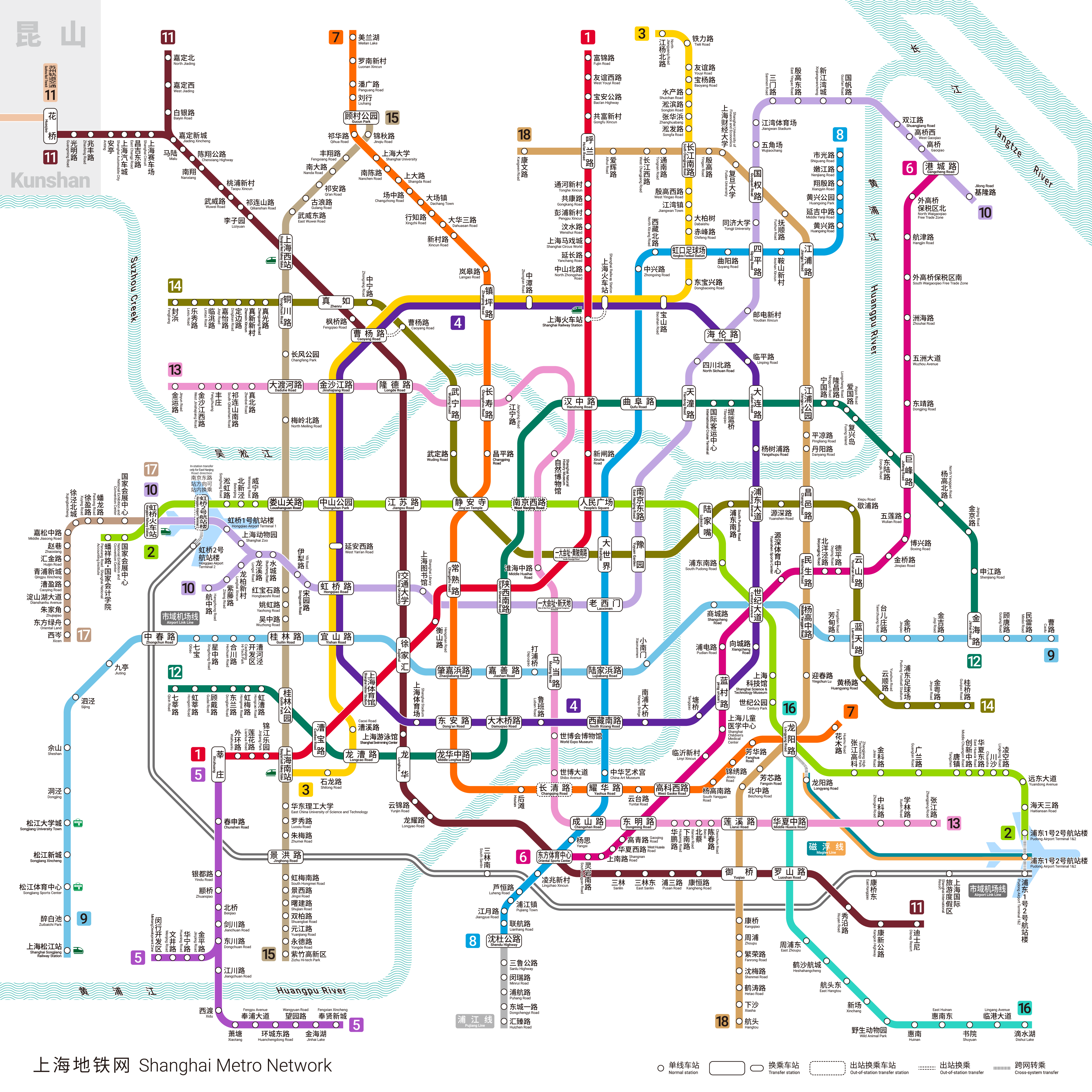
Plan du métro de Shanghai.

Cet article présente la liste des stations du métro de Shanghai.

## Ligne 1
| Station                 | Anglais                                                            | Chinois             |
| ----------------------- | ------------------------------------------------------------------ | ------------------- |
| Xinzhuang               | Xinzhuang Station                                                  | 莘庄站              |
| Rue Waihuan             | Waihuanlu station                                                  | 外环路站            |
| Rue Lianhua             | Lianhua Road station                                               | 莲花路站            |
| Parc Jinjiang           | Jinjiang Park station                                              | 锦江乐园站          |
| Gare de Shanghai-Sud    | Shanghai South Railway Station station                             | 上海南站站          |
| Rue Caobao              | Caobao Road station                                                | 漕宝路站            |
| Shanghai Indoor Stadium | Shanghai Indoor Stadium station                                    | 上海体育馆站        |
| Xujiahui                | Xujiahui station                                                   | 徐家汇站            |
| Rue Changshu            | Changshu Road station                                              | 常熟路站            |
| Rue Hengshan            | Hengshan Road station                                              | 衡山路站            |
| Rue Shaanxi sud         | South Shaanxi Road station                                         | 陕西南路站          |
| Rue Hanzhong            | Hanzhong Road station                                              | 汉中路站            |
| Rue Xinzha              | Xinzha Road station                                                | 新闸路站            |
| Gare de Shanghai        | Shanghai Railway Station station                                   | 上海火车站站        |
| Rue Zhongshan nord      | North Zhongshan Road station                                       | 中山北路站          |
| Rue Huangpi sud         | Site of the First CPC National Congress·South Huangpi Road station | 一大会址·黄陂南路站 |
| Place du Peuple         | People's Square station                                            | 人民广场站          |
| Shanghai Circus World   | Shanghai Circus World station                                      | 上海马戏城站        |
| Rue Yanchang            | Yanchang Road station                                              | 延长路站            |
| Rue Wenshui             | Wenshui Road station                                               | 汶水路站            |
| Pengpu Xincun           | Pengpu Xincun station                                              | 彭浦新村站          |
| Rue Gongkang            | Gongkang Road station                                              | 共康路站            |
| Tonghe Xincun           | Tonghe Xincun station                                              | 通河新村站          |
| Rue Hulan               | Hulan Road station                                                 | 呼兰路站            |
| Gongfu Xincun           | Gongfu Xincun station                                              | 共富新村站          |
| Autoroute Bao'an        | Bao'an Highway station                                             | 宝安公路站          |
| Rue Youyi Ouest         | West Youyi Road station                                            | 友谊西路站          |
| Rue Fujin               | Fujin Road station                                                 | 富锦路站            |

## Ligne 2
- Xu Jing Est
- gare ferroviaire de Hongqiao (correspondance Ligne 10)
- aéroport de Hongqiao, terminal 2 (correspondance Ligne 10)
- rue Song Hong
- Bei Xin Jing
- rue Wei Ning
- rue Lou Shan Guan
- Zhong Shan Gong Yuan (Parc) (correspondance Ligne 3&4)
- rue Jian Su (correspondance Ligne 11)
- Jing An Temple (correspondance Ligne 7)
- rue Nanjing Ouest (anciennement : "rue Shi Men numero 1"
- people's square (correspondance Ligne 1&8)
- rue Nanjing Est (anciennement : "rue He Nan") (correspondance Ligne 10)
- Lu Jia Zui
- rue Dong Chang
- Century avenue (correspondance Ligne 4&6&9)
- Musée des Sciences et Technologies de Shanghaï
- Century park
- rue Long Yang
- Zhangjiang
- rue Jin Ke
- rue Guang Lan
- Tang town
- rue centrale Chuang Xin
- rue Hua Xia Est
- Chuan Sha
- rue Ling Kong
- avenue Yuan Dong
- rue Hai Tian San
- aéroport international de Pudong

## Ligne 3 "La Perle"
Cette ligne est essentiellement sur viaduc. Elle ceinture la ville.
- Gare ferroviaire du Sud de Shanghaï (proximité Ligne 1)
- rue Shilong
- rue Long Cao
- rue Caoxi (proximité Ligne 1)
- rue Yishan
- rue Hongqiao
- rue Ouest de Yanan
- Zhong Shan Park (correspondance Ligne 2)
- rue Jinshajiang
- rue Caoyang
- rue Zhenping
- rue Zhongtan
- Gare ferroviaire de Shanghaï Zhan (correspondance Ligne 1)
- rue Baoshan
- rue Dong Baoxing
- Hongkou
- Stade de football
- rue Chifeng
- rue Est de Wenshui
- Jiangwan Zhen

## Ligne 5
- Xin Zhuang (correspondance Ligne 1)
- Chunshenlu
- Yindulu
- Zhuanqiao
- Beiqiao
- Jianchuanlu
- Dongchuanlu
- Jinpinglu
- Huaninglu
- Wenjinglu
- Minhang

## Ligne 8
En construction.